# 峡山水库

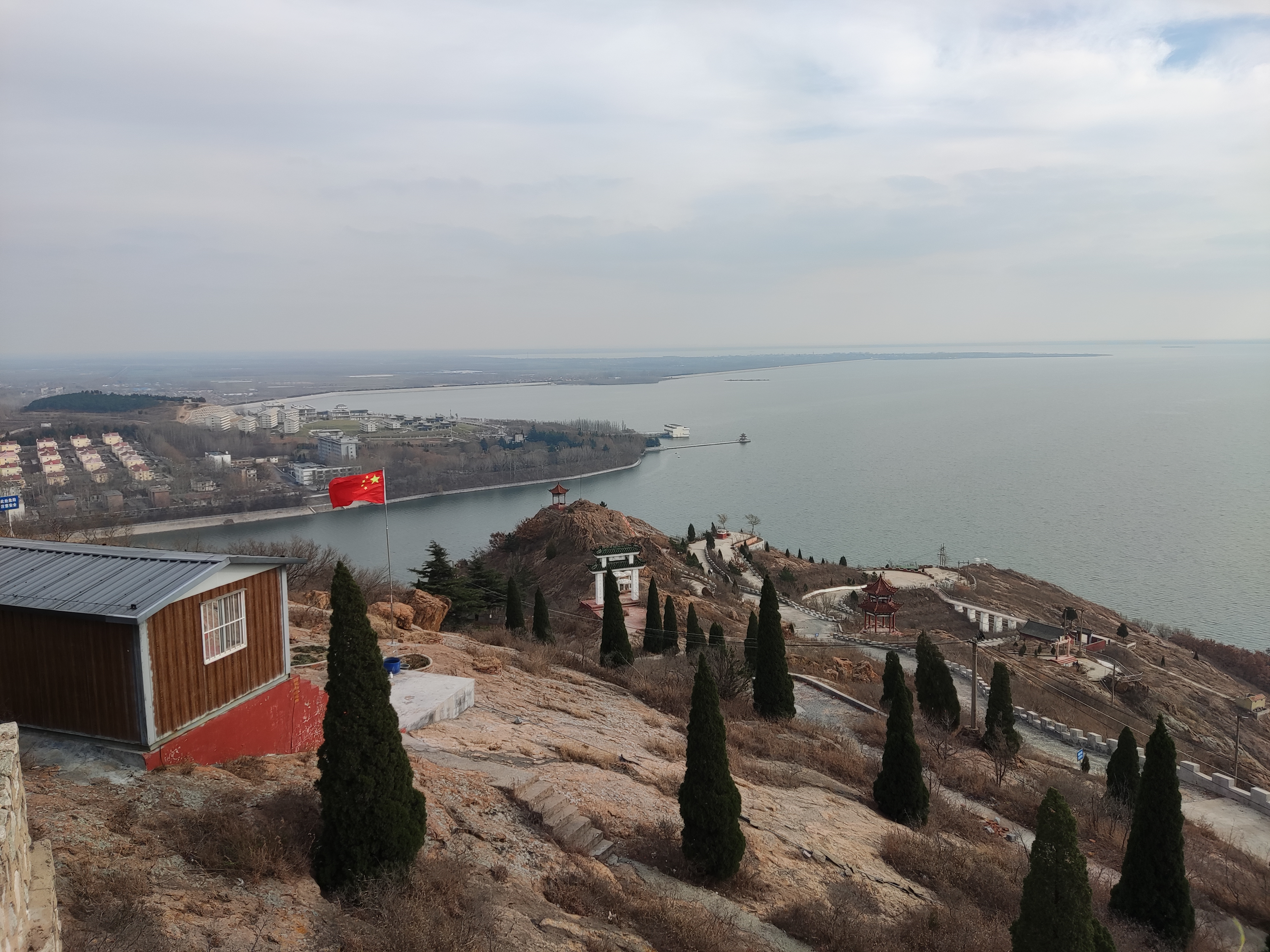
从峡山眺望峡山水库

峡山水库位于中国山东省潍坊市坊子区，潍河中游，是山东省最大的水库，胶东调水工程水源地。总库容14.05亿立方米，主要水源来自上游日照市五莲县境内的墙夼水库及部分支流。
峡山水库始建于1958年11月，1960年9月建成蓄水，是一座防洪、灌溉、发电、水产养殖、城市及工业供水等综合利用的大型水利工程。水库灌区设计灌溉面积153万亩，有效灌溉面积104万亩。
峡山水库有丰富的水产资源，鲤鱼、甲鱼、鲫鱼、黑鱼、鲢鱼、鲶鱼等水产品非常丰富。 
库区及附近的峡山是当地的著名旅游区。
峡山水库原为潍坊市及昌邑市、高密市、諸城市、安丘市四个县级市共有水库，2009年5月11日四县级市的库区乡镇全部划归潍坊市坊子区，至此水库完全归属潍坊市。